# KV Kortrijk in het seizoen 2015/16
KV Kortrijk komt in het seizoen 2015/16 uit in de Belgische Eerste Klasse. De voetbalclub eindigde in het seizoen 2014-2015 in de reguliere competitie op de vijfde plaats. In play-off 1 werd het laatste op zes teams. KV Kortrijk begint aan zijn achtste achtereenvolgend seizoen in eerste klasse, Johan Walem was tot februari 2016 trainer van de club en werd vervolgens vervangen door assistent Karim Belhocine. Op 1 april 2016 kreeg KVK met Patrick De Wilde een nieuwe hoofdtrainer omdat interim-trainer Belhocine nog niet beschikt over de nodige diploma's.

## Ploegsamenstelling

### Spelerskern
| Nummer      | Speler                  | Nationaliteit          | Bij KVK sinds | Contract tot    | Laatste club                |      |      |
| Doel        | Doel                    | Doel                   | Doel          | Doel            | Doel                        | Doel | Doel |
| ----------- | ----------------------- | ---------------------- | ------------- | --------------- | --------------------------- | ---- | ---- |
| 1           | Rémi Pillot             | Frankrijk              | 2012          | 2016            | AS Nancy                    |      |      |
| 13          | Michalis Sifakis        | Griekenland            | 2015          | 2017            | Levadiakos                  |      |      |
| 16          | Darren Keet             | Zuid-Afrika            | 2011          | 2016            | Bidvest Wits                |      |      |
| 28          | Gilles Lentz            | België                 | 2015          | 2018            | KSV Roeselare               |      |      |
| Verdediging |                         |                        |               |                 |                             |      |      |
|             | Benoît Poulain          | Frankrijk              | 2014          | 2016            | Nîmes Olympique             |      |      |
|             | Baptiste Ulens          | België                 | 2013          | 2016            | White Star Woluwe FC        |      |      |
| 2           | Maxime Chanot           | Frankrijk/ Luxemburg   | 2013          | 2018            | Beerschot AC                |      |      |
| 3           | Fabien Boyer            | Frankrijk              | 2015          | 2018            | SCO Angers                  |      |      |
| 4           | Arno Claeys             | België                 | 2009 (jeugd)  | 2016 (+1)       | KVK Jeugd                   |      |      |
| 20          | Samuel Gigot            | Frankrijk              | 2015          | 2018            | Athlétic Club Arles-Avignon |      |      |
| 31          | Anthony Van Loo         | België                 | 2014          | 2017            | YR KV Mechelen              |      |      |
| 33          | Žarko Tomašević         | Montenegro             | 2013          | 2016            | Partizan Belgrado           |      |      |
| Middenveld  |                         |                        |               |                 |                             |      |      |
|             | Robert Klaasen          | Nederland              | 2013          | 2016            | AZ Alkmaar                  |      |      |
| 5           | Birger Verstraete       | België                 | 2015          | 2018            | Royal Mouscron-Péruwelz     |      |      |
| 8           | Nebojša Pavlović        | Servië                 | 2009          | 2017            | KSC Lokeren                 |      |      |
| 11          | Adam Marušić            | Servië/ Montenegro     | 2014          | 2017            | FK Vozdovac                 |      |      |
| 12          | Lukas Van Eenoo         | België                 | 2014          | 2019            | Cercle Brugge               |      |      |
| 17          | Gertjan De Mets (vice-) | België                 | 2010          | 2017            | Club Brugge                 |      |      |
| 18          | Hervé Kage              | Congo-Kinshasa/ België | 2015          | 2018            | KRC Genk                    |      |      |
| 21          | Abraham Asiedu Attobrah | Ghana                  | 2015          | 2018 (+2)       | New Edubiase United         |      |      |
| 25          | Xavier Mercier          | Frankrijk              | 2016          | 2019            | US Boulogne                 |      |      |
| 26          | Elohim Rolland          | Frankrijk              | 2015          | 2017            | US Boulogne                 |      |      |
| 30          | Kristof D'Haene         | België                 | 2015          | 2018            | Cercle Brugge               |      |      |
| 88          | Sidy Sarr               | Senegal                | 2015          | 2018 (+2)       | Mbour Petite Côte           |      |      |
| Aanval      |                         |                        |               |                 |                             |      |      |
|             | Aboubakar Kamara        | Frankrijk              | 2015          | 2018 (+1)       | AS Monaco                   |      |      |
| 7           | Stijn De Smet           | België                 | 2013          | 2018            | AA Gent                     |      |      |
| 9           | Thanasis Papazoglou     | Griekenland            | 2015          | 2018            | Atromitos                   |      |      |
| 22          | Michael Lallemand       | België                 | 2015          | 2018            | KAS Eupen                   |      |      |
| 44          | Tomislav Kiš            | Kroatië                | 2015          | 2018            | HNK Hajduk Split            |      |      |
| 99          | Michael Olaitan         | Nigeria                | 2016          | 2016 (+ optie?) | FC Twente                   |      |      |
| ?           | Kenneth Zohore          | Denemarken/ Ivoorkust  | 2016          | 2019            | Odense BK                   |      |      |

### Transfers

#### Inkomend (zomer)
| Naam                    | Nationaliteit          | Positie      | Vorige club                 | Opmerkingen  |
| ----------------------- | ---------------------- | ------------ | --------------------------- | ------------ |
| Birger Verstraete       | België                 | Middenvelder | Royal Mouscron-Péruwelz     | Vrije speler |
| Samuel Gigot            | Frankrijk              | Verdediger   | Athlétic Club Arles-Avignon | Vrije speler |
| Thanasis Papazoglou     | Griekenland            | Aanvaller    | Atromitos                   | Gekocht      |
| Kristof D'Haene         | België                 | Middenvelder | Cercle Brugge               | Gekocht      |
| Michael Lallemand       | België                 | Aanvaller    | KAS Eupen                   | Vrije speler |
| Elohim Rolland          | Frankrijk              | Middenvelder | US Boulogne                 | Gekocht      |
| Aboubakar Kamara        | Frankrijk              | Spits        | AS Monaco                   | Vrije speler |
| Fabien Boyer            | Frankrijk              | Verdediger   | SCO Angers                  | Gekocht      |
| Gilles Lentz            | België                 | Doelman      | KSV Roeselare               | Gekocht      |
| Hervé Kage              | Congo-Kinshasa/ België | Middenvelder | KRC Genk                    | Gekocht      |
| Michalis Sifakis        | Griekenland            | Doelman      | Levadiakos                  | Transfervrij |
| Tomislav Kiš            | Kroatië                | Aanvaller    | HNK Hajduk Split            | Gekocht      |
| Sidy Sarr               | Senegal                | Middenvelder | Mbour Petite Côte           | Gekocht      |
| Abraham Asiedu Attobrah | Ghana                  | Middenvelder | New Edubiase United         | Gekocht      |

#### Inkomend (winter)
| Naam            | Nationaliteit         | Positie      | Nieuwe club              | Opmerkingen     |
| --------------- | --------------------- | ------------ | ------------------------ | --------------- |
| Xavier Mercier  | Frankrijk             | Middenvelder | US Boulogne              | Gekocht         |
| Michael Olaitan | Nigeria               | Aanvaller    | Olympiakos via FC Twente | Gehuurd + optie |
| Kenneth Zohore  | Denemarken/ Ivoorkust | Aanvaller    | Odense BK                | Gekocht         |

#### Uitgaand (zomer)
| Naam             | Nationaliteit          | Positie      | Nieuwe club      | Opmerkingen   |
| ---------------- | ---------------------- | ------------ | ---------------- | ------------- |
| Landry Mulemo    | Congo-Kinshasa/ België | Verdediger   | ?                | Eind contract |
| Dylan Ragolle    | België                 | Middenvelder | KSV Roeselare    | Eind contract |
| Thomas Matton    | België                 | Middenvelder | AA Gent          | Eind contract |
| Ivan Santini     | Kroatië                | Aanvaller    | Standard Luik    | Verkocht      |
| Laurent Henkinet | België                 | Doelman      | Waasland Beveren | Verkocht      |
| Brecht Capon     | België                 | Middenvelder | KV Oostende      | Verkocht      |
| Teddy Chevalier  | Frankrijk              | Aanvaller    | Çaykur Rizespor  | Verkocht      |
| Gregory Mahau    | België                 | Aanvaller    | KVV Coxyde       | Verhuurd      |

#### Uitgaand (winter)
| Naam             | Nationaliteit         | Positie      | Nieuwe club      | Opmerkingen |
| ---------------- | --------------------- | ------------ | ---------------- | ----------- |
| Benoît Poulain   | Frankrijk             | Verdediger   | Club Brugge      | Verkocht    |
| Baptiste Ulens   | België                | Verdediger   | AFC Tubize       | Verhuurd    |
| Robert Klaasen   | Nederland             | Middenvelder | Sparta Rotterdam | Verkocht    |
| Aboubakar Kamara | Frankrijk             | Aanvaller    | Amiens SC        | Verkocht    |
| Kenneth Zohore   | Denemarken/ Ivoorkust | Aanvaller    | Cardiff City FC  | Verhuurd    |

### Staf
| Naam             | Nationaliteit       | Functie                          |
| ---------------- | ------------------- | -------------------------------- |
| Patrick De Wilde | België              | Hoofdtrainer                     |
| Karim Belhocine  | Frankrijk/ Algerije | Technisch directeur voetbalzaken |
| Bram Lucker      | België              | Assistent                        |
| Cédric Berthelin | Frankrijk           | Keeperstrainer                   |
| Eric Dehaeseleer | België              | Fysiektrainer                    |

## Wedstrijden

### Voorbereiding
| Wedstrijddetails                                           | Thuisploeg                   | Uitslag                                                 | Uitploeg                                                                                     |
| ---------------------------------------------------------- | ---------------------------- | ------------------------------------------------------- | -------------------------------------------------------------------------------------------- |
| 19 juni 2015 19:00 Olympiadeplein Marke                    | KFC Marke PIV                | 0-13                                                    | KV Kortrijk                                                                                  |
| 19 juni 2015 19:00 Olympiadeplein Marke                    |                              | 0-1 0-2 0-3 0-4 0-5 0-6 0-7 0-8 0-9 0-10 0-11 0-12 0-13 | Van Eenoo Verstraete Chevalier Verstraete Van Loo Capon De Smet Chevalier Vanneste Lallemand |
| 20 juni 2015 16:00 / Vlamertinge                           | KSK Vlamertinge PI           | 1-4                                                     | KV Kortrijk                                                                                  |
| 20 juni 2015 16:00 / Vlamertinge                           | Mboutu                       | 0-1 0-2 0-3 1-3 1-4                                     | Lallemand De Smet Vanneste Vandendriessche                                                   |
| 26 juni 2015 19:00 Forestiersstadion Harelbeke             | SW Harelbeke IV              | 3-3                                                     | KV Kortrijk                                                                                  |
| 26 juni 2015 19:00 Forestiersstadion Harelbeke             | Vanhaecke Rommont            | 0-1 0-2 0-3 1-3 2-3 3-3                                 | Papazoglou De Smet (p) Chevalier (p)                                                         |
| 27 juni 2015 16:00 Omer Dewitte Stadion Lauwe              | KV Kortrijk                  | 4-2                                                     | KFC Izegem III                                                                               |
| 27 juni 2015 16:00 Omer Dewitte Stadion Lauwe              | Papazoglou Chevalier D’Haene | 0-1 1-1 2-1 2-2 3-2 4-2                                 | Ulens (own) Cornelis                                                                         |
| 30 juni 2015 19:00 Gemeentelijk Stadion Ingelmunster       | OMS Ingelmunster IV          | 1-4                                                     | KV Kortrijk                                                                                  |
| 30 juni 2015 19:00 Gemeentelijk Stadion Ingelmunster       | ?                            | 0-1 0-2 0-3 0-4 1-4                                     | Chevalier Lallemand                                                                          |
| 10 juli 2015 19:00 Burgemeester Van de Wielestadion Deinze | KMSK Deinze II               | 1-0                                                     | KV Kortrijk                                                                                  |
| 10 juli 2015 19:00 Burgemeester Van de Wielestadion Deinze | Mézine                       | 1-0                                                     |                                                                                              |
| 11 juli 2015 16:00 Pierre Cornelisstadion Aalst            | Eendracht Aalst II           | 0-2                                                     | KV Kortrijk                                                                                  |
| 11 juli 2015 16:00 Pierre Cornelisstadion Aalst            |                              | 0-1 0-2                                                 | Lallemand Klaasen (p)                                                                        |
| 14 juli 2015 19:30 Bosuilstadion Antwerpen                 | R. Antwerp FC II             | 0-1                                                     | KV Kortrijk                                                                                  |
| 14 juli 2015 19:30 Bosuilstadion Antwerpen                 |                              | 0-1                                                     | Chevalier                                                                                    |
| 15 juli 2015 19:00 / Lichtervelde                          | Cercle Brugge II             | 0-0                                                     | KV Kortrijk                                                                                  |
| 15 juli 2015 19:00 / Lichtervelde                          |                              |                                                         |                                                                                              |
| 18 juli 2015 11:30 Guldensporenstadion Kortrijk            | KV Kortrijk                  | 0-0                                                     | YR KV Mechelen                                                                               |
| 18 juli 2015 11:30 Guldensporenstadion Kortrijk            |                              |                                                         |                                                                                              |

### Jupiler Pro League
| Wedstrijddetails                                                                       | Thuisploeg                                                   | Uitslag              | Uitploeg                                        | Opstelling | Kaarten                                                                   |
| -------------------------------------------------------------------------------------- | ------------------------------------------------------------ | -------------------- | ----------------------------------------------- | --- | ------------------------------------------------------------------------- |
| Heenronde                                                                              |                                                              |                      |                                                 | |                                                                           |
| 25 juli 2015 18:00 Guldensporenstadion Kortrijk Ref: Serge Gumienny                    | KV Kortrijk                                                  | 2-1                  | Standard Luik                                   | Keet Van Loo (34' Gigot), Chanot, Poulain, Tomasevic Pavlovic, De Mets (83' Verstraete), Rolland, Marusic Kamara (90+2 D'Haene), Papazoglou     | 3' Rolland 45+1' Kamara 50' Tomasevic                                     |
| 25 juli 2015 18:00 Guldensporenstadion Kortrijk Ref: Serge Gumienny                    | 39' Chanot (De Mets) 64' Chanot (De Mets)                    | 1-0 1-1 2-1          | 50' Knockaert (p)                               | Keet Van Loo (34' Gigot), Chanot, Poulain, Tomasevic Pavlovic, De Mets (83' Verstraete), Rolland, Marusic Kamara (90+2 D'Haene), Papazoglou     | 3' Rolland 45+1' Kamara 50' Tomasevic                                     |
| 1 augustus 2015 20:00 Freethiel Beveren Ref: Laurent Colemonts                         | Waasland-Beveren                                             | 2-1                  | KV Kortrijk                                     | Keet Gigot, Chanot (80' Van Eenoo), Poulain, Tomasevic Pavlovic, Rolland, De Mets (45' Lallemand), Marusic Kamara (70' D'Haene), Papazoglou     | 64' Chanot 84' Pavlovic 90' Rolland                                       |
| 1 augustus 2015 20:00 Freethiel Beveren Ref: Laurent Colemonts                         | 44' Emond (Langil) 74' Gano (Moulin)                         | 1-0 2-1 2-0          | 76' Rolland (Tomasevic)                         | Keet Gigot, Chanot (80' Van Eenoo), Poulain, Tomasevic Pavlovic, Rolland, De Mets (45' Lallemand), Marusic Kamara (70' D'Haene), Papazoglou     | 64' Chanot 84' Pavlovic 90' Rolland                                       |
| 8 augustus 2015 18:00 Guldensporenstadion Kortrijk Ref: Wim Smet                       | KV Kortrijk                                                  | 0-0                  | KSC Lokeren OV                                  | Keet Gigot, Chanot, Poulain, Tomasevic Pavlovic, Rolland, Verstraete, Marusic, D'Haene (70' Ulens) Papazoglou (18' Kamara) (88' Kage)           | 30' Verstraete 60' Gigot                                                  |
| 8 augustus 2015 18:00 Guldensporenstadion Kortrijk Ref: Wim Smet                       |                                                              |                      |                                                 | Keet Gigot, Chanot, Poulain, Tomasevic Pavlovic, Rolland, Verstraete, Marusic, D'Haene (70' Ulens) Papazoglou (18' Kamara) (88' Kage)           | 30' Verstraete 60' Gigot                                                  |
| 14 augustus 2015 20:30 Jan Breydelstadion Brugge Ref: Alexandre Boucaut                | Club Brugge                                                  | 2-1                  | KV Kortrijk                                     | Keet Gigot, Chanot, Poulain, Tomasevic Pavlovic, Rolland, Van Eenoo (54' Kage), Marusic, D'Haene (74' Kamara) Lallemand (46' Papazoglou)        | 21' Tomasevic 32' Van Eenoo 86' Gigot                                     |
| 14 augustus 2015 20:30 Jan Breydelstadion Brugge Ref: Alexandre Boucaut                | 49' Vormer 90+2' Dierckx (Vormer)                            | 1-0 1-1 2-1          | 90+1 Papazoglou (Kage)                          | Keet Gigot, Chanot, Poulain, Tomasevic Pavlovic, Rolland, Van Eenoo (54' Kage), Marusic, D'Haene (74' Kamara) Lallemand (46' Papazoglou)        | 21' Tomasevic 32' Van Eenoo 86' Gigot                                     |
| 23 augustus 2015 20:00 Guldensporenstadion Kortrijk Ref: Sébastien Delferière          | KV Kortrijk                                                  | 0-0                  | AA Gent                                         | Keet Gigot, Chanot, Poulain, Boyer (77' Kage) Pavlovic (83' De Smet), Rolland, De Mets, Marusic, Tomasevic Papazoglou (86' Kamara)              |                                                                           |
| 23 augustus 2015 20:00 Guldensporenstadion Kortrijk Ref: Sébastien Delferière          |                                                              |                      |                                                 | Keet Gigot, Chanot, Poulain, Boyer (77' Kage) Pavlovic (83' De Smet), Rolland, De Mets, Marusic, Tomasevic Papazoglou (86' Kamara)              |                                                                           |
| 28 augustus 2015 20:00 Le Canonnier Moeskroen Ref: Bram van Driessche                  | Royal Mouscron-Péruwelz                                      | 0-1                  | KV Kortrijk                                     | Keet Gigot, Chanot, Poulain, Tomasevic Pavlovic (38' Kage), Rolland, De Mets, De Smet (73' D'Haene), Marusic Papazoglou (56' Kamara)            | 32' Marusic 34' Chanot 78' Rolland 85' Kage                               |
| 28 augustus 2015 20:00 Le Canonnier Moeskroen Ref: Bram van Driessche                  |                                                              | 87' Kage (Tomasevic) |                                                 | Keet Gigot, Chanot, Poulain, Tomasevic Pavlovic (38' Kage), Rolland, De Mets, De Smet (73' D'Haene), Marusic Papazoglou (56' Kamara)            | 32' Marusic 34' Chanot 78' Rolland 85' Kage                               |
| 12 september 2015 20:00 Guldensporenstadion Kortrijk Ref: Christof Dierick             | KV Kortrijk                                                  | 0-0                  | OH Leuven                                       | Keet Van Loo, Chanot, Poulain, Tomasevic (81' Boyer) Pavlovic, De Mets, De Smet (81' Rolland), Marusic (52' Kis), Kagé Kamara                   | 42' De Mets 49' Kamara 53' Tomasevic                                      |
| 12 september 2015 20:00 Guldensporenstadion Kortrijk Ref: Christof Dierick             |                                                              |                      |                                                 | Keet Van Loo, Chanot, Poulain, Tomasevic (81' Boyer) Pavlovic, De Mets, De Smet (81' Rolland), Marusic (52' Kis), Kagé Kamara                   | 42' De Mets 49' Kamara 53' Tomasevic                                      |
| 19 september 2015 18:00 Albertparkstadion Oostende Ref: Jonathan Lardot                | KV Oostende                                                  | 1-0                  | KV Kortrijk                                     | Keet Gigot, Chanot, Poulain, Boyer (89' Lallemand) Pavlovic (79' Van Eenoo), De Mets, Rolland, De Smet (72' Kis), Marusic Papazoglou            | 16' De Smet 25' Papazoglou 27' Boyer 60' Pavlovic                         |
| 19 september 2015 18:00 Albertparkstadion Oostende Ref: Jonathan Lardot                | 65' Cyriac (Canesin)                                         | 1-0                  |                                                 | Keet Gigot, Chanot, Poulain, Boyer (89' Lallemand) Pavlovic (79' Van Eenoo), De Mets, Rolland, De Smet (72' Kis), Marusic Papazoglou            | 16' De Smet 25' Papazoglou 27' Boyer 60' Pavlovic                         |
| 27 september 2015 20:00 Guldensporenstadion Kortrijk Ref: Denis Vanbecelaere           | KV Kortrijk                                                  | 1-0                  | KRC Genk                                        | Keet Gigot, Chanot, Poulain, Van Loo Pavlovic, De Mets, Rolland, Van Eenoo (86' D'Haene), De Smet (82' Marusic) Kis (90' Papazoglou)            | 58' Rolland                                                               |
| 27 september 2015 20:00 Guldensporenstadion Kortrijk Ref: Denis Vanbecelaere           | 48' De Smet (Gigot)                                          | 1-0                  |                                                 | Keet Gigot, Chanot, Poulain, Van Loo Pavlovic, De Mets, Rolland, Van Eenoo (86' D'Haene), De Smet (82' Marusic) Kis (90' Papazoglou)            | 58' Rolland                                                               |
| 3 oktober 2015 20:00 't Kuipje Westerlo Ref: Wim Smet                                  | KVC Westerlo                                                 | 1-1                  | KV Kortrijk                                     | Keet Gigot, Chanot, Poulain, Van Loo (68' Marusic) Pavlovic (72' Papazoglou), De Mets, Rolland, Van Eenoo (46' Kage), De Smet (82' Marusic) Kis | 23' Gigot 40' Van Loo 50' Pavlovic                                        |
| 3 oktober 2015 20:00 't Kuipje Westerlo Ref: Wim Smet                                  | 8' Schuermans                                                | 1-0 1-1              | 70' Kis (Keet)                                  | Keet Gigot, Chanot, Poulain, Van Loo (68' Marusic) Pavlovic (72' Papazoglou), De Mets, Rolland, Van Eenoo (46' Kage), De Smet (82' Marusic) Kis | 23' Gigot 40' Van Loo 50' Pavlovic                                        |
| 18 oktober 2015 20:00 Guldensporenstadion Kortrijk Ref: Christophe Delacour            | KV Kortrijk                                                  | 2-0                  | Sporting Charleroi                              | Keet Gigot, Chanot, Poulain, Tomasevic De Mets, Rolland, Kage, De Smet (80' Sarr) Kis (88' Kamara), Papazoglou (73' Marusic)                    | 9' De Smet 41' Kis 58' Rolland                                            |
| 18 oktober 2015 20:00 Guldensporenstadion Kortrijk Ref: Christophe Delacour            | 28' Papazoglou (De Smet) 75' Kis (De Smet)                   | 1-0 2-0              |                                                 | Keet Gigot, Chanot, Poulain, Tomasevic De Mets, Rolland, Kage, De Smet (80' Sarr) Kis (88' Kamara), Papazoglou (73' Marusic)                    | 9' De Smet 41' Kis 58' Rolland                                            |
| 25 oktober 2015 20:00 Stayen Sint-Truiden Ref: Laurent Colemonts                       | Sint-Truidense VV                                            | 2-1                  | KV Kortrijk                                     | Keet Gigot (87' Van Eenoo), Poulain, Chanot, Tomasevic De Smet (88' Sarr), Kage, De Mets, Marusic (77' Kamara) Kis, Papazoglou                  | 34' Gigot 62' Poulain 84' Kis 85' Van Eenoo 90+5' Papazoglou              |
| 25 oktober 2015 20:00 Stayen Sint-Truiden Ref: Laurent Colemonts                       | 48' Boli (Edmilson) 52' Boli (Schoofs)                       | 0-1 1-1 2-1          | 38' Papazoglou (Kis)                            | Keet Gigot (87' Van Eenoo), Poulain, Chanot, Tomasevic De Smet (88' Sarr), Kage, De Mets, Marusic (77' Kamara) Kis, Papazoglou                  | 34' Gigot 62' Poulain 84' Kis 85' Van Eenoo 90+5' Papazoglou              |
| 29 oktober 2015 20:30 Guldensporenstadion Kortrijk Ref: Joeri Van De Velde             | KV Kortrijk                                                  | 1-1                  | RSC Anderlecht                                  | Keet Gigot (30' Van Loo), Poulain (46' Boyer), Chanot, Tomasevic Pavlovic, De Mets, De Smet (60' Kage), Marusic, Rolland Papazoglou             | 19' Poulain                                                               |
| 29 oktober 2015 20:30 Guldensporenstadion Kortrijk Ref: Joeri Van De Velde             | 9' Marusic (Rolland)                                         | 1-0 1-1              | 51' Ezekiel (Deschacht)                         | Keet Gigot (30' Van Loo), Poulain (46' Boyer), Chanot, Tomasevic Pavlovic, De Mets, De Smet (60' Kage), Marusic, Rolland Papazoglou             | 19' Poulain                                                               |
| 1 november 2015 20:00 Regenboogstadion Waregem Ref: Serge Gumienny                     | SV Zulte Waregem                                             | 2-2                  | KV Kortrijk                                     | Keet Van Loo, Chanot, Boyer, Tomasevic Pavlovic, De Mets, Kage (87' Kamara), Marusic Papazoglou, Kis (79' Rolland)                              | 90+3' Pavlovic                                                            |
| 1 november 2015 20:00 Regenboogstadion Waregem Ref: Serge Gumienny                     | 17' Lepoint 78' Thiam (Lepoint)                              | 1-0 1-1 1-2 2-2      | 44' Pavlovic 74' Tomasevic (Papazoglou)         | Keet Van Loo, Chanot, Boyer, Tomasevic Pavlovic, De Mets, Kage (87' Kamara), Marusic Papazoglou, Kis (79' Rolland)                              | 90+3' Pavlovic                                                            |
| 7 november 2015 20:30 Guldensporenstadion Kortrijk Ref: Jonathan Lardot                | KV Kortrijk                                                  | 1-0                  | KV Mechelen                                     | Keet Van Loo, Poulain, Chanot, Tomasevic Pavlovic, De Mets, De Smet (46' Kage), Marusic Papazoglou, Kis (78' Rolland)                           | 37' Chanot 85' Keet                                                       |
| 7 november 2015 20:30 Guldensporenstadion Kortrijk Ref: Jonathan Lardot                | 30' Tomasevic                                                | 1-0                  |                                                 | Keet Van Loo, Poulain, Chanot, Tomasevic Pavlovic, De Mets, De Smet (46' Kage), Marusic Papazoglou, Kis (78' Rolland)                           | 37' Chanot 85' Keet                                                       |
| Terugronde                                                                             |                                                              |                      |                                                 | |                                                                           |
| 22 november 2015 14:30 Stade Maurice Dufrasne Luik Ref: Sebastien Delferiere           | Standard Luik                                                | 1-1                  | KV Kortrijk                                     | Keet Van Loo, Poulain, Chanot, Tomasevic Pavlovic, De Mets, De Smet, Rolland (73' Kage), Marusic Papazoglou                                     | 59' Chanot 64' Tomasevic 77' Van Loo 90+2' Pavlovic                       |
| 22 november 2015 14:30 Stade Maurice Dufrasne Luik Ref: Sebastien Delferiere           | ' 83' Santini                                                | 0-1 1-1              | 81' Papazoglou                                  | Keet Van Loo, Poulain, Chanot, Tomasevic Pavlovic, De Mets, De Smet, Rolland (73' Kage), Marusic Papazoglou                                     | 59' Chanot 64' Tomasevic 77' Van Loo 90+2' Pavlovic                       |
| 28 november 2015 20:00 Guldensporenstadion Kortrijk Ref: Christophe Delacour           | KV Kortrijk                                                  | 3-1                  | Waasland-Beveren                                | Keet Van Loo, Poulain, Chanot, Tomasevic De Mets, De Smet (85' Kis), D'Haene (90+4' Verstraete), Van Eenoo, Marusic Papazoglou (72' Kamara)     | 44' De Smet 44' Marusic 57' De Mets 86' Tomasevic                         |
| 28 november 2015 20:00 Guldensporenstadion Kortrijk Ref: Christophe Delacour           | 10' Marusic 12' Papazoglou 26' De Smet                       | 1-0 2-0 3-0 3-1      | 43' Gano                                        | Keet Van Loo, Poulain, Chanot, Tomasevic De Mets, De Smet (85' Kis), D'Haene (90+4' Verstraete), Van Eenoo, Marusic Papazoglou (72' Kamara)     | 44' De Smet 44' Marusic 57' De Mets 86' Tomasevic                         |
| 6 december 2015 20:00 Daknamstadion Lokeren Ref: Denis Vanbecelaere                    | KSC Lokeren OV                                               | 3-1                  | KV Kortrijk                                     | Keet Gigot, Poulain, Chanot, Van Loo De Mets, De Smet (66' Pavlovic), D'Haene, Van Eenoo (89' Lallemand), Marusic Papazoglou (70' Kis)          | 42' Gigot 59' De Mets 74' Marusic                                         |
| 6 december 2015 20:00 Daknamstadion Lokeren Ref: Denis Vanbecelaere                    | 82' Enoh 86' Jajá 91+1' Patosi                               | 0-1 1-1 2-1 3-1      | 45' D'Haene                                     | Keet Gigot, Poulain, Chanot, Van Loo De Mets, De Smet (66' Pavlovic), D'Haene, Van Eenoo (89' Lallemand), Marusic Papazoglou (70' Kis)          | 42' Gigot 59' De Mets 74' Marusic                                         |
| 12 december 2015 20:30 Guldensporenstadion Kortrijk Ref: Erik Lambrechts               | KV Kortrijk                                                  | 1-3                  | Royal Mouscron-Péruwelz                         | Keet Gigot, Poulain, Boyer, Tomasevic (81' Kamara) De Mets, De Smet, D'Haene, Van Eenoo (58' Kage), Marusic Kis (54' Papazoglou)                | 22' D'Haene 24' Boyer 32' Marusic                                         |
| 12 december 2015 20:30 Guldensporenstadion Kortrijk Ref: Erik Lambrechts               | 66' Tomasevic                                                | 0-1 0-2 1-2 1-3      | 15' Scepovic 45' Markovic 84' Scepovic          | Keet Gigot, Poulain, Boyer, Tomasevic (81' Kamara) De Mets, De Smet, D'Haene, Van Eenoo (58' Kage), Marusic Kis (54' Papazoglou)                | 22' D'Haene 24' Boyer 32' Marusic                                         |
| 20 december 2015 20:00 Ghelamco Arena Gent Ref: Wim Smet                               | AA Gent                                                      | 3-0                  | KV Kortrijk                                     | Keet Van Loo, Poulain (68' D'Haene), Chanot, Boyer (73' Van Eenoo), Tomasevic Pavlovic (79' Sarr), De Mets, De Smet, Marusic Papazoglou         |                                                                           |
| 20 december 2015 20:00 Ghelamco Arena Gent Ref: Wim Smet                               | 35' Simon 57' Kums (p) 71' Milicevic                         | 1-0 2-0 3-0          |                                                 | Keet Van Loo, Poulain (68' D'Haene), Chanot, Boyer (73' Van Eenoo), Tomasevic Pavlovic (79' Sarr), De Mets, De Smet, Marusic Papazoglou         |                                                                           |
| 26 december 2015 14:30 Guldensporenstadion Kortrijk Ref: Sebastien Delferiere          | KV Kortrijk                                                  | 1-4                  | Club Brugge                                     | Keet Van Loo (78' Gigot), Poulain, Boyer (78' Lallemand), Tomasevic De Mets, De Smet, D'Haene, Van Eenoo (82' Kis), Marusic Papazoglou          | 14' De Mets 25' Papazoglou                                                |
| 26 december 2015 14:30 Guldensporenstadion Kortrijk Ref: Sebastien Delferiere          | 27' Tomasevic                                                | 0-1 1-1 1-2 1-3 1-4  | 20' Izquirdo 64' Vanaken 81' Diaby 84' Refaelov | Keet Van Loo (78' Gigot), Poulain, Boyer (78' Lallemand), Tomasevic De Mets, De Smet, D'Haene, Van Eenoo (82' Kis), Marusic Papazoglou          | 14' De Mets 25' Papazoglou                                                |
| 16 januari 2016 20:00 Den Dreef Leuven Ref: Bram van Driessche                         | OH Leuven                                                    | 1-0                  | KV Kortrijk                                     | Keet Van Loo (79' Kage), Poulain, Boyer, Tomasevic Pavlovic, De Mets, De Smet (23' Van Eenoo), D'Haene (87' Lallemand), Marusic Kis             | 34' Boyer 56' Tomasevic                                                   |
| 16 januari 2016 20:00 Den Dreef Leuven Ref: Bram van Driessche                         | 37' Kostovski                                                | 1-0                  |                                                 | Keet Van Loo (79' Kage), Poulain, Boyer, Tomasevic Pavlovic, De Mets, De Smet (23' Van Eenoo), D'Haene (87' Lallemand), Marusic Kis             | 34' Boyer 56' Tomasevic                                                   |
| 22 januari 2016 20:30 Guldensporenstadion Kortrijk Ref: Erik Lambrechts                | KV Kortrijk                                                  | 2-1                  | KV Oostende                                     | Keet Gigot, Pavlovic, Chanot, Tomasevic De Mets, Verstraete (90+1 D'Haene), Mercier, Marusic Papazoglou, Olaitan (74' Rolland)                  | 41' De Mets 52' Olaitan 71' Verstraete 85' Tomasevic                      |
| 22 januari 2016 20:30 Guldensporenstadion Kortrijk Ref: Erik Lambrechts                | 25' Mercier 90+4 Rolland                                     | 1-0 1-1 2-1          | 90' Canesin                                     | Keet Gigot, Pavlovic, Chanot, Tomasevic De Mets, Verstraete (90+1 D'Haene), Mercier, Marusic Papazoglou, Olaitan (74' Rolland)                  | 41' De Mets 52' Olaitan 71' Verstraete 85' Tomasevic                      |
| 30 januari 2016 20:30 Cristal Arena Genk Ref: Wim Smet                                 | KRC Genk                                                     | 1-0                  | KV Kortrijk                                     | Keet Gigot, Pavlovic, Chanot, Tomasevic (67' Van Loo) Verstraete, Rolland, De Smet (78' Kage), Mercier (66' Olaitan), Marusic Papazoglou,       | 8' Gigot 45' Marusic 62' Pavlovic 70' Verstraete 86' Van Loo              |
| 30 januari 2016 20:30 Cristal Arena Genk Ref: Wim Smet                                 | 21' Kabasele                                                 | 1-0                  |                                                 | Keet Gigot, Pavlovic, Chanot, Tomasevic (67' Van Loo) Verstraete, Rolland, De Smet (78' Kage), Mercier (66' Olaitan), Marusic Papazoglou,       | 8' Gigot 45' Marusic 62' Pavlovic 70' Verstraete 86' Van Loo              |
| 6 februari 2016 20:00 Guldensporenstadion Kortrijk Ref: Lawrence Visser                | KV Kortrijk                                                  | 1-1                  | KVC Westerlo                                    | Keet Van Loo, Gigot, Chanot (37' Papazoglou), Tomasevic De Mets, Verstraete, Rolland, De Smet, D'Haene Olaitan (56' Mercier)                    | 73' Rolland 85' De Mets 90+3' De Smet                                     |
| 6 februari 2016 20:00 Guldensporenstadion Kortrijk Ref: Lawrence Visser                | 55' Rolland                                                  | 1-0 1-1              | 74' Gounongbe                                   | Keet Van Loo, Gigot, Chanot (37' Papazoglou), Tomasevic De Mets, Verstraete, Rolland, De Smet, D'Haene Olaitan (56' Mercier)                    | 73' Rolland 85' De Mets 90+3' De Smet                                     |
| 13 februari 2016 18:00 Stade du Pays de Charleroi Charleroi Ref: Laurent Colemonts     | Sporting Charleroi                                           | 1-1                  | KV Kortrijk                                     | Keet Van Loo (79' Mercier), Gigot, Pavlovic, Tomasevic (86' Boyer) De Mets, Verstraete, Rolland, De Smet (42' Kage), Marusic Papazoglou         | 25' Gigot 37' Papazoglou 59' De Mets 89' Gigot                            |
| 13 februari 2016 18:00 Stade du Pays de Charleroi Charleroi Ref: Laurent Colemonts     | 17' Dessoleil                                                | 1-0 1-1              | 81' Mercier                                     | Keet Van Loo (79' Mercier), Gigot, Pavlovic, Tomasevic (86' Boyer) De Mets, Verstraete, Rolland, De Smet (42' Kage), Marusic Papazoglou         | 25' Gigot 37' Papazoglou 59' De Mets 89' Gigot                            |
| 20 februari 2016 20:00 Guldensporenstadion Kortrijk Ref: Denis Vanbecelaere            | KV Kortrijk                                                  | 3-0                  | Sint-Truidense VV                               | Keet Marusic, Pavlovic, Boyer, Tomasevic De Mets, Verstraete, Rolland (78' Sarr), Mercier, D'Haene (60' Kage) Papazoglou (87' Olaitan)          |                                                                           |
| 20 februari 2016 20:00 Guldensporenstadion Kortrijk Ref: Denis Vanbecelaere            | 17' Papazoglou 44' Marusic (p) 51' Papazoglou                | 1-0 2-0 3-0          |                                                 | Keet Marusic, Pavlovic, Boyer, Tomasevic De Mets, Verstraete, Rolland (78' Sarr), Mercier, D'Haene (60' Kage) Papazoglou (87' Olaitan)          |                                                                           |
| 27 februari 2016 20:00 AFAS-stadion Achter de Kazerne Mechelen Ref: Joeri van de Velde | KV Mechelen                                                  | 0-2                  | KV Kortrijk                                     | Keet Marusic, Chanot, Pavlovic, Tomasevic (16' Gigot) De Mets, Verstraete, Rolland, Kage (70' Sarr), Mercier (90+1 Van Loo) Papazoglou          | 79' De Mets 90+3' Verstraete                                              |
| 27 februari 2016 20:00 AFAS-stadion Achter de Kazerne Mechelen Ref: Joeri van de Velde |                                                              | 0-1 0-2              | 12' Tomasevic 89' Rolland                       | Keet Marusic, Chanot, Pavlovic, Tomasevic (16' Gigot) De Mets, Verstraete, Rolland, Kage (70' Sarr), Mercier (90+1 Van Loo) Papazoglou          | 79' De Mets 90+3' Verstraete                                              |
| 5 maart 2016 20:00 Guldensporenstadion Kortrijk Ref: Jonathan Lardot                   | KV Kortrijk                                                  | 1-0                  | SV Zulte Waregem                                | Keet Marusic, Pavlovic, Boyer, Tomasevic (87' Gigot) De Mets, Verstraete, Rolland, Mercier (83' Sarr), Kage (74' De Smet) Papazoglou            | 32' Pavlovic                                                              |
| 5 maart 2016 20:00 Guldensporenstadion Kortrijk Ref: Jonathan Lardot                   | 34' Mercier                                                  | 1-0                  |                                                 | Keet Marusic, Pavlovic, Boyer, Tomasevic (87' Gigot) De Mets, Verstraete, Rolland, Mercier (83' Sarr), Kage (74' De Smet) Papazoglou            | 32' Pavlovic                                                              |
| 13 maart 2016 18:00 Constant Vanden Stockstadion Anderlecht Ref: Erik Lambrechts       | RSC Anderlecht                                               | 3-0                  | KV Kortrijk                                     | Keet Marusic, Pavlovic, Boyer, Tomasevic (78' Kis) De Mets, Verstraete (61' De Smet), Rolland, Mercier (71' D'Haene), Kage Papazoglou           | 8' Verstraete                                                             |
| 13 maart 2016 18:00 Constant Vanden Stockstadion Anderlecht Ref: Erik Lambrechts       | 6' Okaka 49' Acheampong 60' Kara                             | 1-0 2-0 3-0          |                                                 | Keet Marusic, Pavlovic, Boyer, Tomasevic (78' Kis) De Mets, Verstraete (61' De Smet), Rolland, Mercier (71' D'Haene), Kage Papazoglou           | 8' Verstraete                                                             |
| Play-off 2 groep A                                                                     |                                                              |                      |                                                 | |                                                                           |
| 2 april 2016 20:00 Guldensporenstadion Kortrijk Ref: Bram van Driessche                | KV Kortrijk                                                  | 0-0                  | Royal Mouscron-Péruwelz                         | Sifakis Marusic, Chanot, Pavlovic (45' D'Haene), Gigot De Mets, Verstraete, Rolland, De Smet (87' Olaitan) Kis (71' Papazoglou)                 | 21' De Smet 75' Marusic                                                   |
| 2 april 2016 20:00 Guldensporenstadion Kortrijk Ref: Bram van Driessche                |                                                              |                      |                                                 | Sifakis Marusic, Chanot, Pavlovic (45' D'Haene), Gigot De Mets, Verstraete, Rolland, De Smet (87' Olaitan) Kis (71' Papazoglou)                 | 21' De Smet 75' Marusic                                                   |
| 10 april 2016 20:00 Stade Maurice Dufrasne Luik Ref: Alexandre Boucaut                 | Standard Luik                                                | 1-1                  | KV Kortrijk                                     | Sifakis Marusic, Chanot, Pavlovic, Gigot De Mets (9' Kage), Verstraete, Rolland, De Smet (65' D'Haene) Papazoglou (86' Olaitan)                 | 36' De Smet 63' Rolland 89' Verstraete                                    |
| 10 april 2016 20:00 Stade Maurice Dufrasne Luik Ref: Alexandre Boucaut                 | 31' Maniatis                                                 | 0-1 1-1              | 12' Papazoglou                                  | Sifakis Marusic, Chanot, Pavlovic, Gigot De Mets (9' Kage), Verstraete, Rolland, De Smet (65' D'Haene) Papazoglou (86' Olaitan)                 | 36' De Smet 63' Rolland 89' Verstraete                                    |
| 16 april 2016 20:00 Freethiel Beveren Ref: Jonathan Lardot                             | Waasland-Beveren                                             | 2-3                  | KV Kortrijk                                     | Sifakis Marusic, Chanot, Gigot, Tomasevic Verstraete (45+1' Sarr), Rolland, Kage (90' Van Loo), De Smet (90+3' Boyer) Papazoglou                | 82' Chanot                                                                |
| 16 april 2016 20:00 Freethiel Beveren Ref: Jonathan Lardot                             | 20' Caufriez 87' Sousa                                       | 1-0 1-1 1-2 1-3 2-3  | 74' D'Haene 77' Marusic 85' Chanot              | Sifakis Marusic, Chanot, Gigot, Tomasevic Verstraete (45+1' Sarr), Rolland, Kage (90' Van Loo), De Smet (90+3' Boyer) Papazoglou                | 82' Chanot                                                                |
| 10 april 2016 20:00 Guldensporenstadion Kortrijk Ref: Sébastien Delferière             | KV Kortrijk                                                  | 5-0                  | Waasland-Beveren                                | Sifakis Marusic, Chanot, Gigot, Tomasevic Verstraete (61' Van Eenoo), Rolland, De Smet (73' Olaitan), Kage (83' Van Loo), D'Haene Papazoglou    | 15' Verstraete 82' Van Eenoo                                              |
| 10 april 2016 20:00 Guldensporenstadion Kortrijk Ref: Sébastien Delferière             | 24' De Smet 28' Kage 31' Papazoglou 37' Kage (p) 79' Rolland | 1-0 2-0 3-0 4-0 5-0  |                                                 | Sifakis Marusic, Chanot, Gigot, Tomasevic Verstraete (61' Van Eenoo), Rolland, De Smet (73' Olaitan), Kage (83' Van Loo), D'Haene Papazoglou    | 15' Verstraete 82' Van Eenoo                                              |
| 30 april 2016 20:30 Guldensporenstadion Kortrijk Ref: Lawrence Visser                  | KV Kortrijk                                                  | 1-0                  | Standard Luik                                   | Sifakis Marusic, Chanot, Gigot, Tomasevic Verstraete, Rolland, Mercier (74' De Smet), Kage, D'Haene (88' Sarr) Papazoglou (64' Kis)             | 71' Chanot                                                                |
| 30 april 2016 20:30 Guldensporenstadion Kortrijk Ref: Lawrence Visser                  | 90' Sarr                                                     | 1-0                  |                                                 | Sifakis Marusic, Chanot, Gigot, Tomasevic Verstraete, Rolland, Mercier (74' De Smet), Kage, D'Haene (88' Sarr) Papazoglou (64' Kis)             | 71' Chanot                                                                |
| 7 mei 2016 18:00 Le Canonnier Moeskroen Ref: Bram van Driessche                        | Royal Mouscron-Péruwelz                                      | 2-3                  | KV Kortrijk                                     | Sifakis Van Loo, Pavlovic, Chanot, Boyer Verstraete, Rolland, Mercier (86' D'Haene), Kage, Sarr (45' Marusic) Papazoglou (71' De Smet)          | 70' Van Loo 90' Kage                                                      |
| 7 mei 2016 18:00 Le Canonnier Moeskroen Ref: Bram van Driessche                        | 4' Michel 83' Michel                                         | 1-0 1-1 1-2 2-2 2-3  | 52' Kage 73' Kage 88' De Smet                   | Sifakis Van Loo, Pavlovic, Chanot, Boyer Verstraete, Rolland, Mercier (86' D'Haene), Kage, Sarr (45' Marusic) Papazoglou (71' De Smet)          | 70' Van Loo 90' Kage                                                      |
| Finale Play-off 2 (heen)                                                               |                                                              |                      |                                                 | |                                                                           |
| 13 mei 2016 20:30 Stade du Pays de Charleroi Charleroi Ref: Alexandre Boucaut          | Sporting Charleroi                                           | 1-0                  | KV Kortrijk                                     | Sifakis Marusic, Chanot, Gigot, Tomasevic Verstraete, Rolland, De Smet, Kage (85' Pavlovic), D'Haene Papazoglou                                 | 30' Rolland 63' D'Haene 71' Papazoglou                                    |
| 13 mei 2016 20:30 Stade du Pays de Charleroi Charleroi Ref: Alexandre Boucaut          | 90' Perbet                                                   | 1-0                  |                                                 | Sifakis Marusic, Chanot, Gigot, Tomasevic Verstraete, Rolland, De Smet, Kage (85' Pavlovic), D'Haene Papazoglou                                 | 30' Rolland 63' D'Haene 71' Papazoglou                                    |
| Finale Play-off 2 (terug)                                                              |                                                              |                      |                                                 | |                                                                           |
| 21 mei 2016 20:00 Guldensporenstadion Kortrijk Ref: Serge Gumienny                     | KV Kortrijk                                                  | 1-2                  | Sporting Charleroi                              | Sifakis Marusic, Chanot, Gigot, Tomasevic Verstraete (60' Mercier), Rolland, De Smet (73' Sarr), Kage, D'Haene (72' Kis) Papazoglou             | 6' Verstraete 18' Rolland 45' De Smet 45' Chanot 67' Tomasevic 90+4' Kage |
| 21 mei 2016 20:00 Guldensporenstadion Kortrijk Ref: Serge Gumienny                     | 74' Sarr                                                     | 0-1 1-1 1-2          | 53' Perbet 90+4' Baby                           | Sifakis Marusic, Chanot, Gigot, Tomasevic Verstraete (60' Mercier), Rolland, De Smet (73' Sarr), Kage, D'Haene (72' Kis) Papazoglou             | 6' Verstraete 18' Rolland 45' De Smet 45' Chanot 67' Tomasevic 90+4' Kage |

### Beker van België
| Wedstrijddetails                                                        | Thuisploeg                                                                                       | Uitslag                 | Uitploeg               | Opstelling | Kaarten                                        |
| ----------------------------------------------------------------------- | ------------------------------------------------------------------------------------------------ | ----------------------- | ---------------------- | --- | ---------------------------------------------- |
| 1/16e finale                                                            |                                                                                                  |                         |                        | |                                                |
| 23 september 2015 20:00 Guldensporenstadion Kortrijk Ref: Jan Boterberg | KV Kortrijk                                                                                      | 5-0                     | Olsa Brakel            | Sifakis Boyer, Poulain, Tomasevic ('46 Gigot), Van Loo De Smet, Verstraete, Van Eenoo, D’Haene Papazoglou ('46 Kagé), Kis ('77 Lallemand)        | 57' Boyer 65' Verstraete 74' D'Haene           |
| 23 september 2015 20:00 Guldensporenstadion Kortrijk Ref: Jan Boterberg | 5' De Smet (Tomasevic) 70' De Smet (D'Haene) 75' Kis 82' Lallemand (D'Haene) 90+1 Kagé (D'Haene) | 1-0 2-0 3-0 4-0 5-0     |                        | Sifakis Boyer, Poulain, Tomasevic ('46 Gigot), Van Loo De Smet, Verstraete, Van Eenoo, D’Haene Papazoglou ('46 Kagé), Kis ('77 Lallemand)        | 57' Boyer 65' Verstraete 74' D'Haene           |
| 1/8e finale                                                             |                                                                                                  |                         |                        | |                                                |
| 2 december 2015 20:45 Guldensporenstadion Kortrijk Ref: Serge Gumienny  | KV Kortrijk                                                                                      | 4-2                     | RSC Anderlecht         | Sifakis Gigot, Poulain, Chanot, Tomasevic De Mets, De Smet (71' Pavlovic), Van Eennoo (90+4' Boyer), Marusic, D'Haene (90+4' Van Loo) Papazoglou | 6' Chanot 62' Poulain 64' Van Eenoo 87' Chanot |
| 2 december 2015 20:45 Guldensporenstadion Kortrijk Ref: Serge Gumienny  | 10' Poulain 26' Chanot 31' Van Eennoo                                                            | 1-0 2-0 3-0 3-1 4-1 4-2 | 36' Ezekiel 64' Defour | Sifakis Gigot, Poulain, Chanot, Tomasevic De Mets, De Smet (71' Pavlovic), Van Eennoo (90+4' Boyer), Marusic, D'Haene (90+4' Van Loo) Papazoglou | 6' Chanot 62' Poulain 64' Van Eenoo 87' Chanot |
| 1/4e finale                                                             |                                                                                                  |                         |                        | |                                                |
| 17 december 2015 20:30 Stade Maurice Dufragne Luik Ref: Luc Wouters     | Standard Luik                                                                                    | 2-0                     | KV Kortrijk            | Sifakis Gigot, Poulain, Chanot, Tomasevic Pavlovic (79' Kis), De Mets, De Smet (67' Van Eennoo), Marusic, D'Haene (45' Sarr) Papazoglou          | 15' Papazoglou                                 |
| 17 december 2015 20:30 Stade Maurice Dufragne Luik Ref: Luc Wouters     | 9' Teixeira 36' Dossevi                                                                          | 1-0 2-0                 |                        | Sifakis Gigot, Poulain, Chanot, Tomasevic Pavlovic (79' Kis), De Mets, De Smet (67' Van Eennoo), Marusic, D'Haene (45' Sarr) Papazoglou          | 15' Papazoglou                                 |

### Klassement

#### Reguliere competitie
|       |    |                     | P  | W  | G  | V  | +  | -  | DS  | Ptn |
| ----- | -- | ------------------- | -- | -- | -- | -- | -- | -- | --- | --- |
| PO I  | 1  | Club Brugge         | 30 | 21 | 1  | 8  | 64 | 30 | +34 | 64  |
| PO I  | 2  | AA Gent             | 30 | 17 | 9  | 4  | 56 | 29 | +27 | 60  |
| PO I  | 3  | RSC Anderlecht      | 30 | 15 | 10 | 5  | 51 | 29 | +22 | 55  |
| PO I  | 4  | KV Oostende         | 30 | 14 | 7  | 9  | 55 | 44 | +11 | 49  |
| PO I  | 5  | KRC Genk            | 30 | 14 | 6  | 10 | 42 | 30 | +12 | 48  |
| PO I  | 6  | Zulte Waregem       | 30 | 12 | 7  | 11 | 51 | 50 | +1  | 43  |
| PO II | 7  | Standard Luik       | 30 | 12 | 5  | 13 | 41 | 51 | -10 | 41  |
| PO II | 8  | Sporting Charleroi  | 30 | 10 | 9  | 11 | 36 | 39 | -3  | 39  |
| PO II | 9  | KV Kortrijk         | 30 | 10 | 9  | 11 | 31 | 35 | -4  | 39  |
| PO II | 10 | KV Mechelen         | 30 | 10 | 7  | 13 | 48 | 50 | -2  | 37  |
| PO II | 11 | KSC Lokeren         | 30 | 8  | 10 | 12 | 35 | 40 | -5  | 34  |
| PO II | 12 | Waasland-Beveren    | 30 | 5  | 10 | 15 | 40 | 57 | -17 | 33  |
| PO II | 13 | STVV                | 30 | 8  | 6  | 16 | 28 | 47 | -19 | 30  |
| PO II | 14 | Moeskroen-Péruwelz  | 30 | 7  | 9  | 14 | 39 | 51 | -12 | 30  |
|       | 15 | KVC Westerlo        | 30 | 7  | 9  | 14 | 35 | 59 | -24 | 30  |
| D     | 16 | Oud-Heverlee Leuven | 30 | 7  | 8  | 15 | 42 | 53 | -11 | 29  |

#### Play-off II A
| #  | Club               | P | W | G | V | +  | -  | DS | Ptn |
| -- | ------------------ | - | - | - | - | -- | -- | -- | --- |
| 1. | KV Kortrijk        | 6 | 4 | 2 | 0 | 13 | 5  | +8 | 14  |
| 2. | Standard Luik      | 6 | 3 | 1 | 2 | 8  | 5  | +3 | 10  |
| 3. | Moeskroen-Péruwelz | 6 | 1 | 2 | 3 | 5  | 8  | -3 | 5   |
| 4. | Waasland-Beveren   | 6 | 1 | 1 | 4 | 3  | 11 | -8 | 4   |